# Tom Moore (Fußballspieler, 1936)
Thomas Lynch „Tom“ Moore (* 25. Juli 1936 in Trimdon; † April 2020 in Durham) war ein englischer Fußballspieler.

## Karriere
Moore spielte 1950/51 für die Schulauswahl des County Durhams als Repräsentant des Schulfußball-Verbandes von Kelloe. Später war er als Torhüter in seinem Geburtsort Trimdon für Trimdon Grange in der Wearside League aktiv und wurde im September 1956 von der Northern Daily Mail zu den „Stars“ des Teams gezählt. Er hatte dabei mindestens bis Mitte Februar 1957 Auftritte für das Team, in einem seiner letzten Einsätze hielt ein Korrespondent fest: „Ein Leistungsträger in der Defensive war Torhüter Tom Moore. Er war makellos in allem was er tat und mehrmals gab es anhaltenden Jubel in Anerkennung von großartigen Paraden.“
Bereits zuvor als Amateur vom FC Darlington bei der Football League als Spieler registriert, hütete er in der Folge für die Reserve des FC Darlington in der North Eastern League das Tor. Weil beide Profitorhüter des Klubs (Ron Ward und Tommy Clish) im April 1957 verletzt ausfielen, kam Moore in der Football League Third Division North beim Heimspiel gegen York City zu einem Einsatz im Profiteam. Bei der 2:4-Niederlage zeigte er keine überzeugende Leistung, insbesondere das zweite Gegentor wurde ihm presseseitig angekreidet. In der folgenden Partie setzte Trainer Bobby Gurney auf den 17-jährigen John Tennant auf der Torhüterposition.
Ende 1957 trat Moore wiederum in der Wearside League bei Wingate Welfare in Erscheinung, die Mannschaft war zu diesem Punkte noch ohne Saisonsieg und hatte die vorangegangenen 16 Partien verloren. 1959 findet sich sein Name in Spielberichten von Winterton Hospital, einem Klub der Ferryhill & District League.